# Valdaracete
Valdaracete je španělská obec v Madridském společenství, která se nachází v takzvané čtvrti Las Vegas a v tradiční Alcarria de Chinchón. V obci žije 645 obyvatel a má rozlohu 64,31 km². 

## Veřejná doprava
V obci jezdí pouze dvě autobusové linky, z nichž jedna ji spojuje s Madridem (Ronda de Atocha), druhá spojuje ji spojuje s některými městy v provincii Cuenca. Jedná se o tyto linky:
- Linka 350A: Arganda del Rey (nemocnice) – Estremera
- Linka 351: Madrid (Ronda de Atocha) – Estremera – Barajas de Melo

## Architektura
Kostel ve Valdaracete je dílo architekta Juana de Herrery. Architekt navrhl i významné královské sídlo El Escorial. Rekonstrukce kostela je připisována španělské vládě, která byla nucena kostel San Juan Bautista de Valdarecete opravit z důvodu pustošení budovy.  
Kostel byl postaven v letech 1593 až 1607, v období renesance v herreriánském stylu, pod ochranou vévody Infantada, opatrovníka oblasti. Chrám stojí na půdoryse latinského kříže, s věží a zvonicí. Věž po zemětřesení v Lisabonu v roce 1755 tvoří trvalou součást budovy. Fasády chrámu jsou zděné a ve tvaru valené klenby s vyplněnými rohy, překlady a lištami. V hlavní části kostela je sakristie. V přední části u vchodu do chrámu se nachází kaple sv. Josefa, ve které je umístěna stará konzola. 
Vnitřek kostela má jednu hlavní sakristii, ze které vystupuje křížení. Na vrcholu je vysoký kůr na třech kamenných obloucích se sníženým centrálním obloukem. U vchodu ke zvonici je stará křtitelnice, zachovalá z předchozího chrámu z doby řádu Santiaga. 
Tento kostel tvořil historickou hranici s comarkami Alcalá a Calatrava.

## Svátky
Slavnosti patronky města Virgen de la Pera se slaví v květnu a slavnosti patrona el Cristo del Ecce Homo se slaví v září. Jeho obraz můžeme vidět v kostele Valdaracete.

## Vzdělání
Ve Valdaracete se nachází pouze mateřská a základní škola.